# Уливети (Рим)
Уливети је насеље у Италији у округу Рим, региону Лацио.
Према процени из 2011. у насељу је живело 76 становника. Насеље се налази на надморској висини од 163 м.